# Ый Чхон
Ый Чхон (в другой транскрипции Ычхон, кор. 의천, 義天, Uicheon, Ŭich'ŏn, светское имя Ван Ху, кор. 왕후, 王煦, Wang Hu, Wang Hu, посмертный духовный титул Тэгак кукса, кор. 대각국사, ханча 大覺國師, что в переводе означает «Государственный священник великого проникновения»; род. 1055 г. — ум. 1101 г.) — корейский учёный, принц из династии Ван и буддийский монах.

## Биография
Ый Чхон был сыном короля (вана) корейского государства Корё Мунджона (1055—1101 гг.). В 1085 году он совершил паломничество в сунский Китай, где изучал и воспринял идеи буддийской школы Тяньтай, одной из китайских ветвей Махаяны, и затем распространял их в Корее.
Ый Чхон был выдающимся знатоком буддийского канона и литературы, основал библиотеку и книгопечатание «кёджан догам» при храме Хынванса в городе Кэсоне. Издал свод священных книг буддизма (Трипитака) в Корё — «Сокджангён» («Дополнительный свод») из 4740 книг (квон).